# Ẩm thực Anh

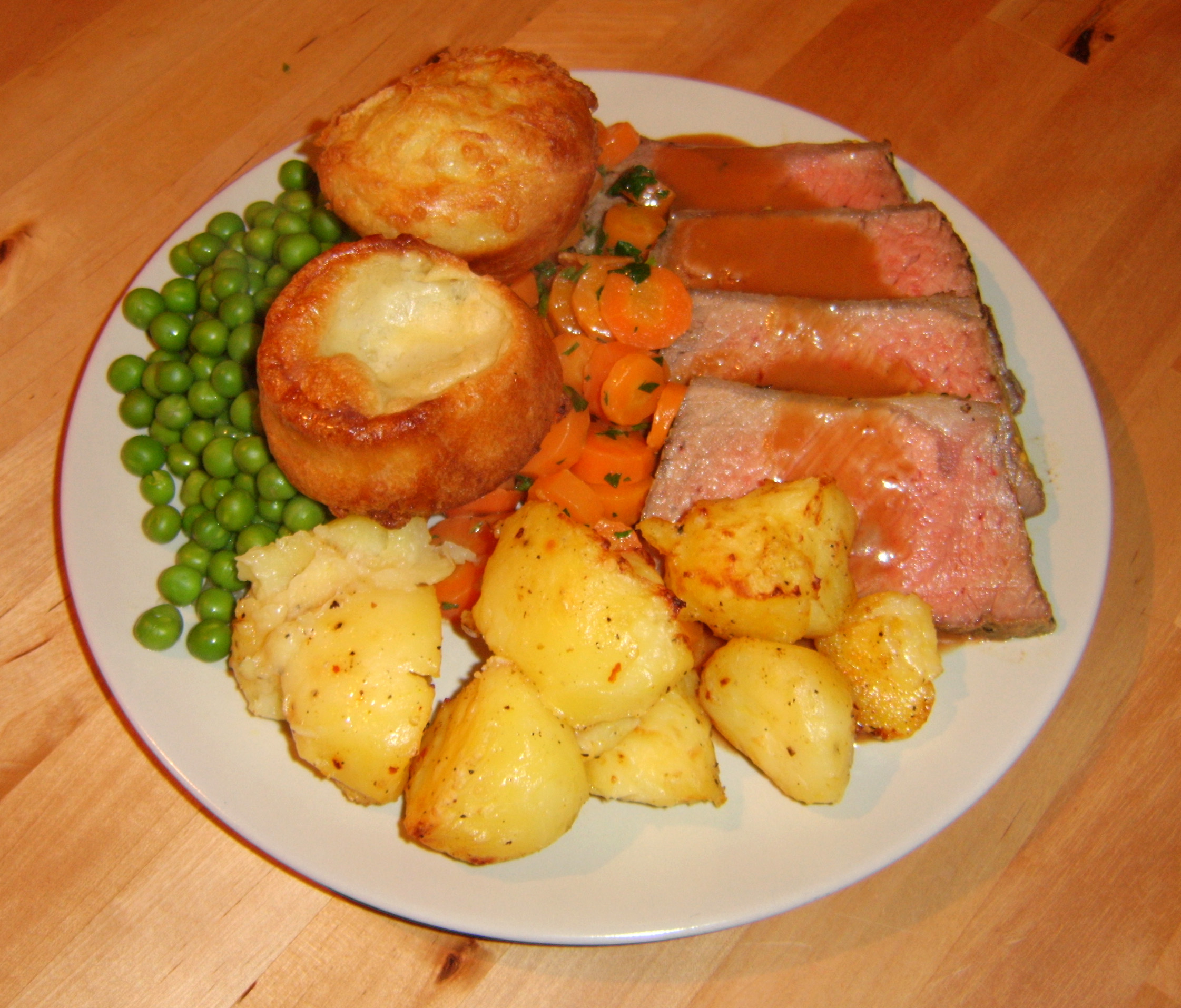
Roastbeef với Yorkshire puddings, khoai tây nướng và rau cải.

Ẩm thực Anh bao gồm các phong cách nấu ăn, truyền thống và công thức nấu ăn liên quan đến nước Anh. Nó có những thuộc tính đặc biệt của riêng mình, nhưng cũng chia sẻ nhiều với ẩm thực nước ngoài, một phần thông qua việc nhập khẩu các nguyên liệu và ý tưởng từ châu Mỹ, Trung Quốc và Ấn Độ trong thời kỳ Đế quốc Anh và kết quả của quá trình nhập cư sau chiến tranh.
Một số bữa ăn truyền thống, chẳng hạn như bánh mì và pho mát, thịt nướng và hầm, thịt và bánh nướng, rau luộc và nước dùng, cá nước ngọt và nước mặn có nguồn gốc xa xưa. Cuốn sách dạy nấu ăn bằng tiếng Anh vào thế kỷ 14, Forme of Cury, chứa các công thức nấu ăn cho những món này và có từ thời hoàng gia Richard II.
Nấu ăn kiểu Anh đã bị ảnh hưởng bởi các nguyên liệu và phong cách nấu ăn nước ngoài từ thời Trung Cổ. Cà ri được du nhập từ tiểu lục địa Ấn Độ và thích nghi với khẩu vị của người Anh từ thế kỷ thứ mười tám với công thức chế biến món gà "currey" của Hannah Glasse. Ẩm thực Pháp ảnh hưởng đến các công thức nấu ăn của Anh trong suốt thời kỳ Victoria. Sau Chiến tranh thế giới thứ hai, Cuốn sách về món ăn Địa Trung Hải năm 1950 của Elizabeth David đã có ảnh hưởng rộng rãi, mang ẩm thực Ý đến các gia đình người Anh. Thành công của cô đã khuyến khích các nhà văn nấu ăn khác mô tả các phong cách khác, bao gồm cả ẩm thực Trung Quốc và Thái Lan. Nước Anh tiếp tục tiếp thu những ý tưởng ẩm thực từ khắp nơi trên thế giới.
Nhìn chung ẩm thực cổ truyền của Anh thường là các món ăn nặng và giàu chất béo nên ở bên ngoài nước Anh nó thường mang tiếng là khó tiêu và nhàm chán. Mặc khác vẫn có một số món ăn lôi cuốn, như món thịt cừu với nước chấm bạc hà, vì sự kết hợp khá lạ giữa các khẩu vị hoàn toàn khác biệt.

## Lịch sử
Ẩm thực Anh trong thế kỷ thứ 19 đạt nhiều tiếng tăm. Ở bên Pháp vào thời đó khi người ta nói tới ẩm thực Anh (cuisine anglaise), người ta nghĩ tới những món ăn đặc biệt.

Cái tiếng tăm đó một phần là nhờ họ có thể có được những gia vị hiếm một cách dễ dàng, và việc ăn uống vào thời nước Anh còn có nhiều thuộc địa được giới thượng lưu coi trọng, và họ có những người làm truyền cách nấu nướng cho nhau. Khi nước Anh mất dần đi các thuộc địa, thì các gia vị trở nên đắt đỏ, giới thượng lưu cũng không còn nhiều người làm việc cho họ. Nghệ thuật nấu ăn bên Anh dần dần có thời bị thất lạc.

### Ảnh hưởng của người di dân vào thói quen ăn uống
Đặc biệt là các nhóm di dân từ Ấn Độ và các nước châu Phi đã góp phần, khiến cho ẩm thực Anh lại rộng mở chào đón thế giới và lấy lại phong độ ngày nào. Thực tế thì các món ăn chính gốc Anh đã thay thế dần trong đời sống hàng ngày bởi các món ăn thời kỳ hậu thực dân. Ngày nay các món ăn ưa thích của người Anh có gốc từ Ý hoặc châu Á, chẳng hạn như món Lasagne và Pizza, cũng như món Gà Tikka Masala.

### Ẩm thực mới
Những đầu bếp được yêu chuộng như Jamie Oliver và Heston Blumenthal định nghĩa lại một ẩm thực Anh cấp tiến và đầy sáng tạo.

## Thức ăn nhanh

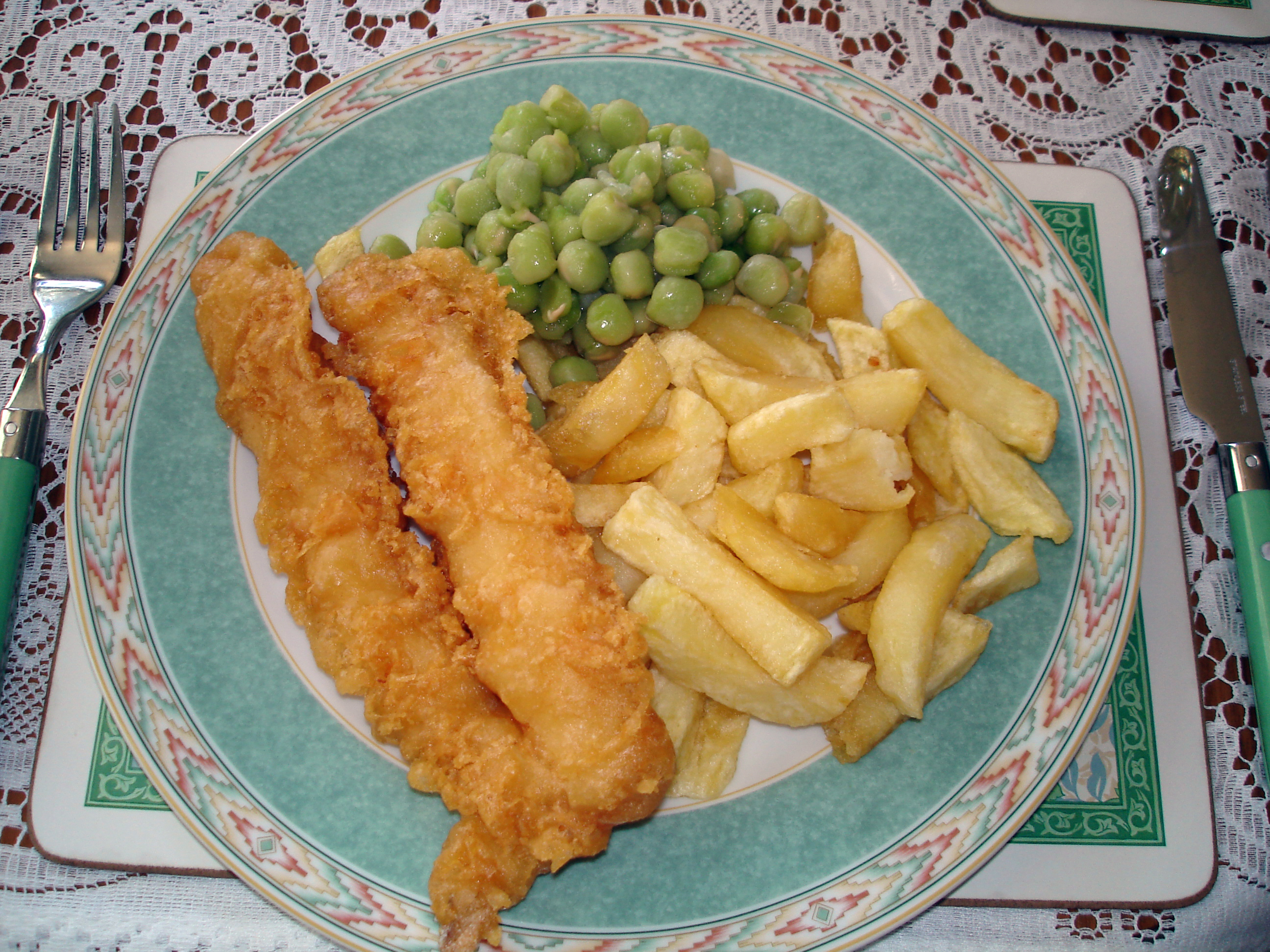
Cá và khoai tây chiên.

Món thức ăn nhanh nổi tiếng nhất ở Anh là Fish and chips (Cá và khoai tây chiên), có thể mua được tại các tiệm chip shops, quán nhậu (Pubs) hay take-aways. Đây là một món ăn nóng bao gồm miếng fillet cá thịt trắng được tẩm bột chiên giòn, thường là cá tuyết Đại Tây Dương hoặc cá tuyết chấm đen, và khoai tây chiên. Bột tẩm cho cá là một hỗn hợp nhiều thứ từ bột mỳ, bột ngô, bột nổi, đánh tan với trứng và nước có ga. Món ăn này thường có kèm nước sốt cà chua, một vài hạt đậu xanh và một lát chanh. Đây là là một món ăn take-away khá phổ biến (Take-away là một chữ tổng quát cho những nơi mà người ta có thể mua thức ăn mang về nhà).
Người Do Thái Tây Sephardic định cư ở Anh từ thế kỷ 16 đã chế biến món cá chiên như pescado frito, phủ bột và chiên trong dầu. Khoai tây chiên xuất hiện vào thời đại Victoria; Năm 1859, tác phẩm Chuyện hai thành phố của Charles Dickens đề cập đến "khoai tây chiên giòn, chiên với vài giọt dầu miễn cưỡng". Các cửa hàng bán cá và khoai tây chiên vào những năm 1920 thường do người Do Thái hoặc người Ý điều hành. Mặc dù vậy, món ăn mới được cho là phổ biến ở Pháp; báo The Times ghi lại rằng "khoai tây được cắt nhỏ và chiên theo kiểu Pháp đã được giới thiệu ở Lancashire với thành công lớn vào khoảng năm 1871." Tờ Fish Trades Gazette ngày 29 tháng 7 năm 1922 cho biết rằng "Sau đó, món chiên đã được du nhập vào đất nước này và tẩy rửa khoai tây chiên từ Pháp... thứ đã làm cho món cá chiên trở nên thương mại như ngày nay.

## Các món ăn truyền thống

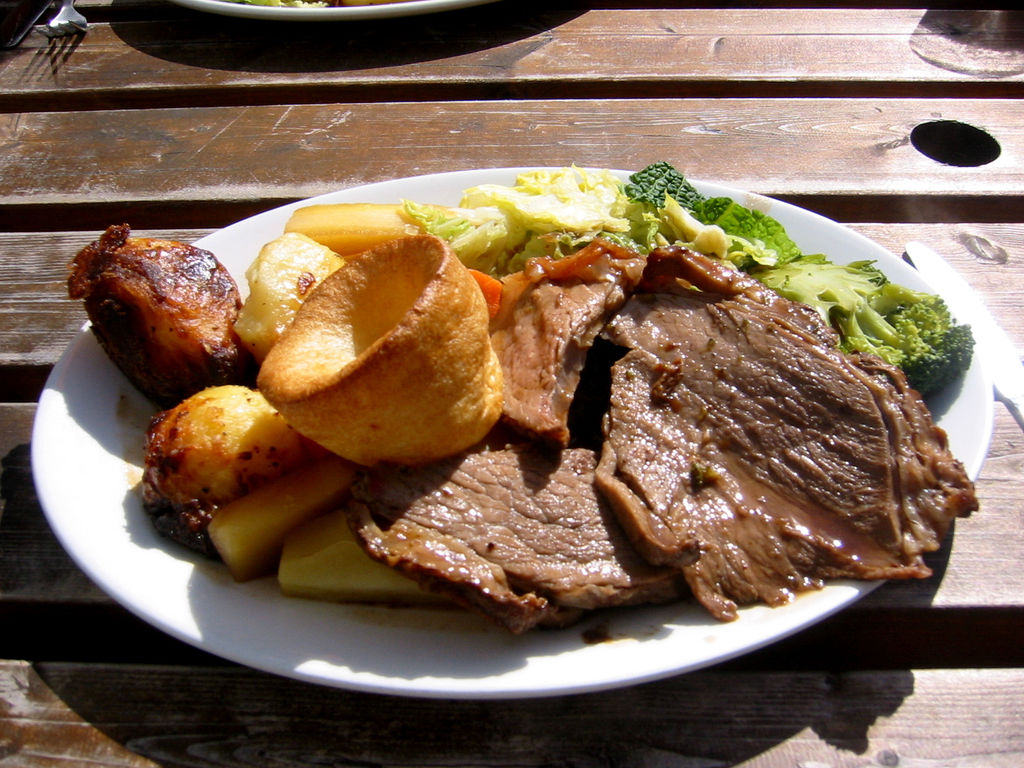
Sunday roast

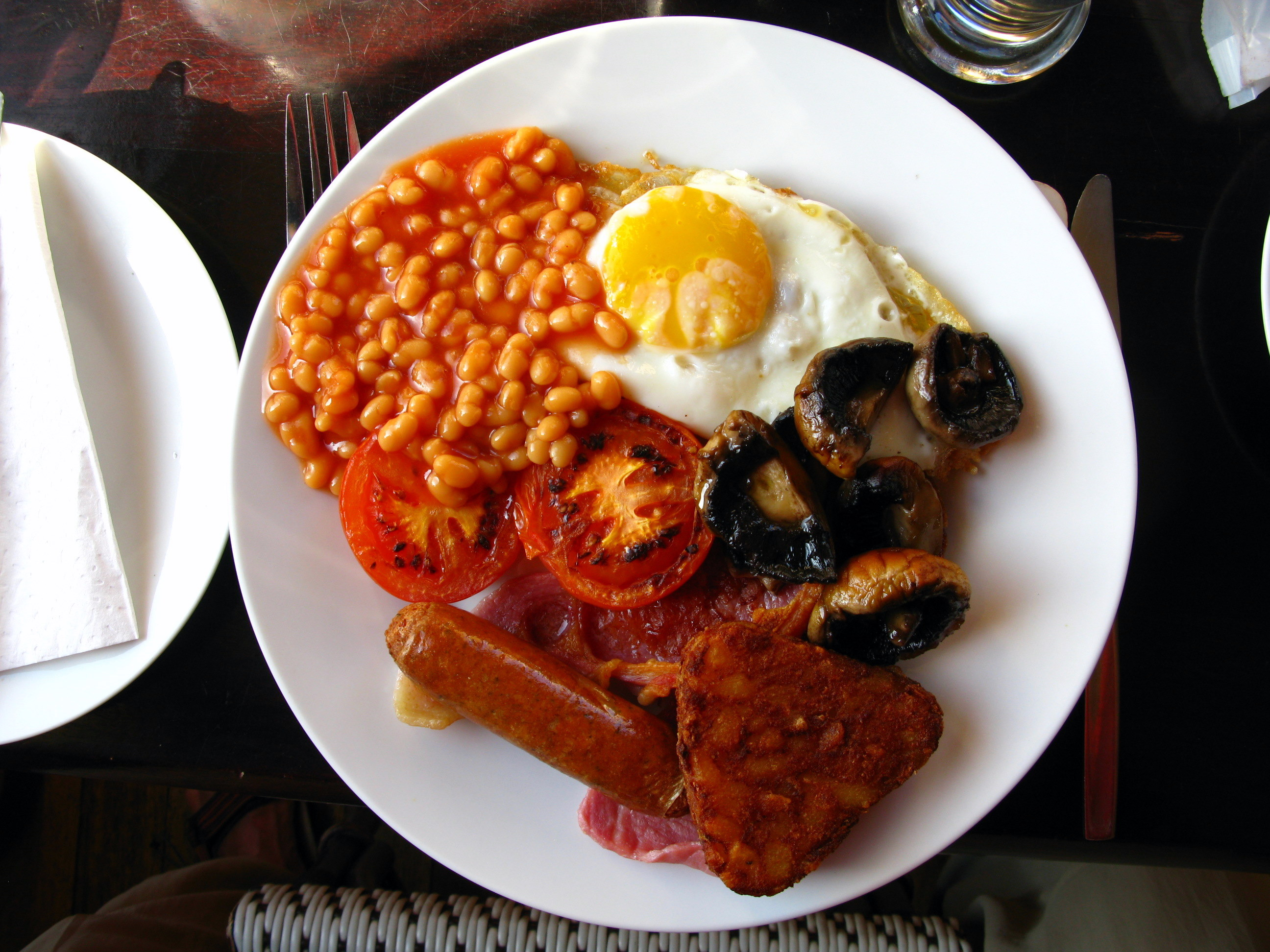
Bữa sáng đầy đủ kiểu Anh thường bao gồm thịt xông khói, trứng ốp la, xúc xích, nấm, đậu nướng, bánh mì nướng, cà chua nướng và kèm theo trà hoặc cà phê.

Các món ăn truyền thống của người Anh thường là sự phối hợp giữa thịt, khoai tây, và rau cải (meat and two veg) chẳng hạn như món Sunday roast hay Sunday dinner, một bữa ăn, thường được thưởng thức vào trưa chủ nhật ở nhà, trong pub hay trong quán ăn. Khoai tây thường được nấu kiểu roast potatoes, bằng cách lột vỏ và cắt làm đôi, sau đó phết dầu, rắc muối và đút lò. Các rau cải được ưa chuộng là cà rốt, đậu hà lan, bắp cải, súp-lơ, hay bông cải xanh. Thịt cho món ăn này thường là cừu, thịt heo, hay thịt bò, thit thường được cắt mỏng trước khi dùng. Những món ăn kèm quan trọng phổ biến khắp nước Anh là một món từ miền Bắc gọi là Yorkshire-Pudding.
Khoai tây đóng một vai trò quan trọng trong ẩm thực Anh. Nó thường được nấu ở loại khoai tây bỏ lò (tiếng Anh: Jacket potatoes hay baked potatoes), tức là khoai tây không lột vỏ phết dầu rồi đút lò cho chín, tới khi cái vỏ giòn hơn. Trong các tiệm thường người ta bán các loại khoai tây lớn, có khi lên tới 200 gr cho việc nấu khoai kiểu này. Khoai tây chiên (Pommes frites) của Anh như trong Fish and chips chẳng hạn khác hơn khoai tây chiên thường thấy ở lục địa châu Âu về kích cỡ, hình dạng và độ giòn. Khoai tây nghiền nhừ (mashed potatoes) không chỉ được dùng làm món ăn phụ cho các món cá và thịt nguội (bangers/sausages and mash), nó còn được dùng để nấu các món như cottage pie, cumberland pie, shepherd's pie oder fisherman's pie. Đó là các món, mà thịt bầm, hay cá được cho gia vị, cùng với rau cải xào chín, trước khi người ta cho vào một loại bát mà đút lò không vỡ, rồi dùng khoai tây nghiền che nó, xong đút lò. Cả nước đều ưa chuộng món thịt cừu với khoai tây gọi là Lancashire Hot Pot, cừu được nấu, rồi cắt thành những cục nhỏ, bỏ vào trong một bác có những miếng mỏng khoai tây, được nấu chín trong lò.
Bữa sáng đầy đủ kiểu Anh (tiếng Anh: full English breakfast) cũng đặc biệt đáng chú ý bởi sự đa dạng của nó. Đây không hẳn là bữa ăn sáng mỗi ngày của tất cả mọi người tại xứ sương mù, bởi nhiều người thường chỉ thưởng thức nó vào cuối tuần hoặc ngày lễ. Từ "full" (đầy đủ) xuất phát từ thực tế là suất ăn của mỗi người chứa rất nhiều loại thực phẩm khác nhau. Những phần không thể thiếu của món ăn này bao gồm thịt xông khói, trứng ốp la và xúc xích. Một số thành phần đi kèm thường là cà chua nướng, nấm, hành tây chiên, bánh mì nướng và mứt. Ngoài ra black pudding (dồi tiết đen), đậu nướng, bubble and squeak (món ăn chủ yếu làm từ rau xào) cũng là những thức ăn kèm.

## Ăn chay
Ăn chay phương Tây hiện đại được thành lập ở Vương quốc Anh vào năm 1847 với Hiệp hội ăn chay đầu tiên trên thế giới. Nó đã tăng lên rõ rệt kể từ khi Thế chiến thứ hai kết thúc, khi có khoảng 100.000 người ăn chay trong cả nước. Đến năm 2003, có từ 3 đến 4 triệu người ăn chay ở Anh, một trong những tỷ lệ phần trăm cao nhất ở thế giới phương Tây, trong khi khoảng 7 triệu người tuyên bố không ăn thịt đỏ. Đến năm 2015, 11 trong số 22 chuỗi nhà hàng được Hiệp hội thuần chay nghiên cứu có ít nhất một món chính thuần chay trong thực đơn của họ, mặc dù chỉ có 6 trong số này ghi nhãn rõ ràng là các món ăn thuần chay. Các nhà hàng chay cao cấp vẫn còn tương đối ít, mặc dù chúng đang tăng lên nhanh chóng: có khoảng 20 nhà hàng ở Anh vào năm 2007, tăng lên 30 vào năm 2010.

## Cà phê và trà

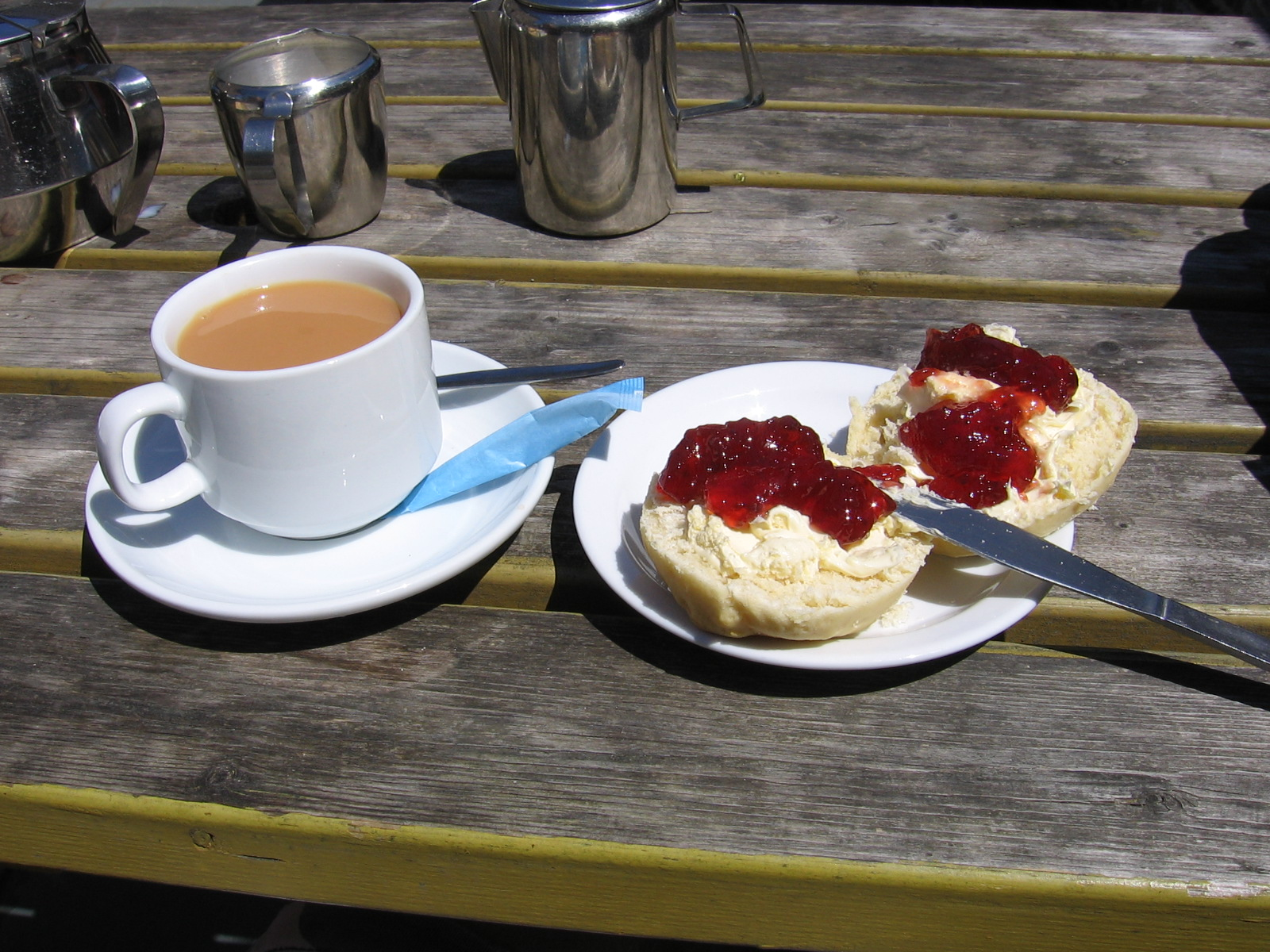
Trà kem, bao gồm trà uống với bánh nướng, kem đông và mứt, ở Boscastle

Quán cà phê kiểu Anh là một địa điểm ăn uống nhỏ, rẻ tiền. Quán cà phê dành cho nam giới đang làm việc phục vụ chủ yếu đồ ăn chiên hoặc nướng, chẳng hạn như trứng chiên, thịt xông khói, bánh mì và bánh pudding đen nghiền, bubble and squeak, hamburger, xúc xích, nấm và khoai tây chiên. Chúng có thể đi kèm với đậu nướng, cà chua nấu chín và bánh mì chiên. Chúng được gọi là "bữa sáng" ngay cả khi chúng có sẵn cả ngày. Các quán cà phê truyền thống đã suy giảm với sự gia tăng của các chuỗi cửa hàng thức ăn nhanh, nhưng vẫn còn rất nhiều trên khắp Vương quốc Anh.
Quán trà là một quán nhỏ phục vụ nước giải khát và các bữa ăn nhẹ, thường có bầu không khí trầm lắng. Khách hàng có thể ăn trà kem theo phong cách Cornish hoặc Devonshire, được phục vụ từ một bộ đồ sứ và bánh nướng nhân mứt và kem đông. Bánh nướng thường lớn bằng nửa nắm tay, vàng rộm, hơi giòn, được làm từ bột nổi, trứng và bơ và kèm một ít mứt dâu. Kem đông được làm từ sữa bò nguyên kem mới vắt, sữa vắt ra cho ngay vào nồi đồng, để nửa ngày cho váng nổi, sau đó được thả vào trong nước và đun nhỏ lửa khoảng một giờ đồng hồ và không để sôi. Đến khi lớp sữa phía trên hơi đặc lại thì được đem ra chỗ mát chờ qua đêm. Cuối cùng lớp kem đông có màu vàng dịu và dẻo quánh.

## Quán rượu

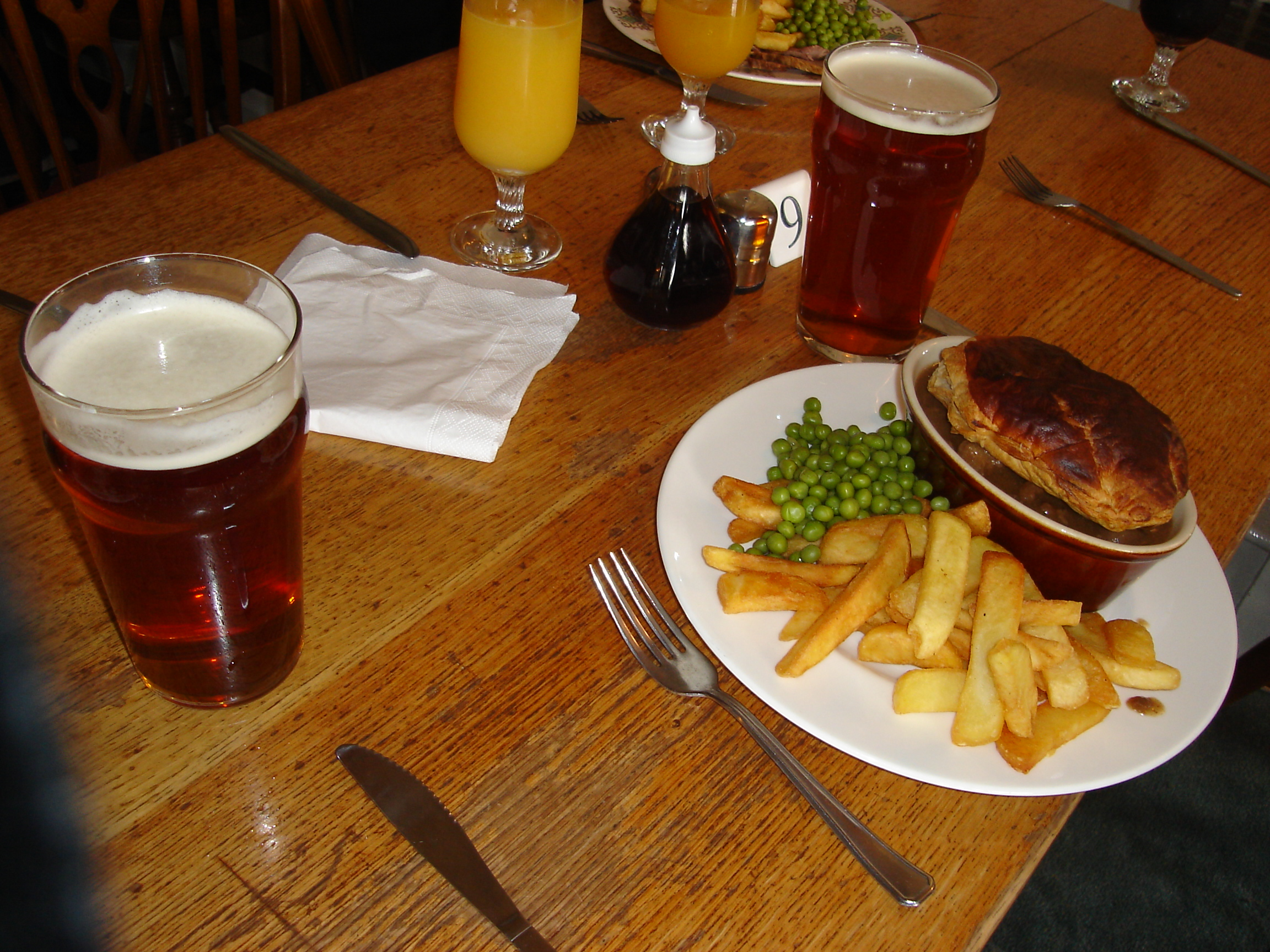
Pub grub – pie và bia.

Nhà công cộng, hay quán rượu, là một cơ sở ăn uống nổi tiếng của Anh. Vào giữa thế kỷ 20, các quán rượu là những cơ sở ăn uống ít chú trọng đến việc phục vụ đồ ăn, ngoài một số thức ăn nhẹ, chẳng hạn như thịt lợn nghiền, trứng muối, khoai tây lát mỏng mặn và lạc, giúp tăng doanh thu bán rượu bia. Nếu một quán rượu phục vụ các bữa ăn, đây thường là các món nguội cơ bản như bữa trưa của người thợ cày, xuất hiện vào những năm 1950.
Vào những năm 1950, một số quán rượu ở Anh bắt đầu cung cấp "một chiếc bánh pie và một ly bia", với một miếng bít tết nóng hổi và bánh nướng ale do chủ nhà hoặc vợ của anh ta làm ngay trong khuôn viên. Vào những năm 1960, món này được phát triển thành món "gà trong giỏ" thời bấy giờ, một phần gà nướng với khoai tây chiên, được phục vụ trên khăn ăn, trong giỏ đan bằng liễu gai, bởi quán rượu Mill ở Withington. Chất lượng giảm nhưng sự đa dạng lại tăng lên khi có lò vi sóng và thực phẩm đông lạnh. "Pub grub" mở rộng để bao gồm các món ăn của Anh như bít tết và bánh pudding thận, bánh chăn cừu, Fish and Chips, bánh mì và thịt xay, Sunday Roast và bánh ngọt. Mặt khác, phong trào quán rượu của thế kỷ 21 tìm cách phục vụ đồ ăn với chất lượng kiểu nhà hàng, được nấu theo yêu cầu từ nguyên liệu tươi, trong khung cảnh quán rượu. Năm 1964, các quán rượu phục vụ 9,1% số bữa ăn được ăn bên ngoài gia đình; con số này tăng nhanh chóng lên 37,5% vào năm 1997.

## Chất lượng

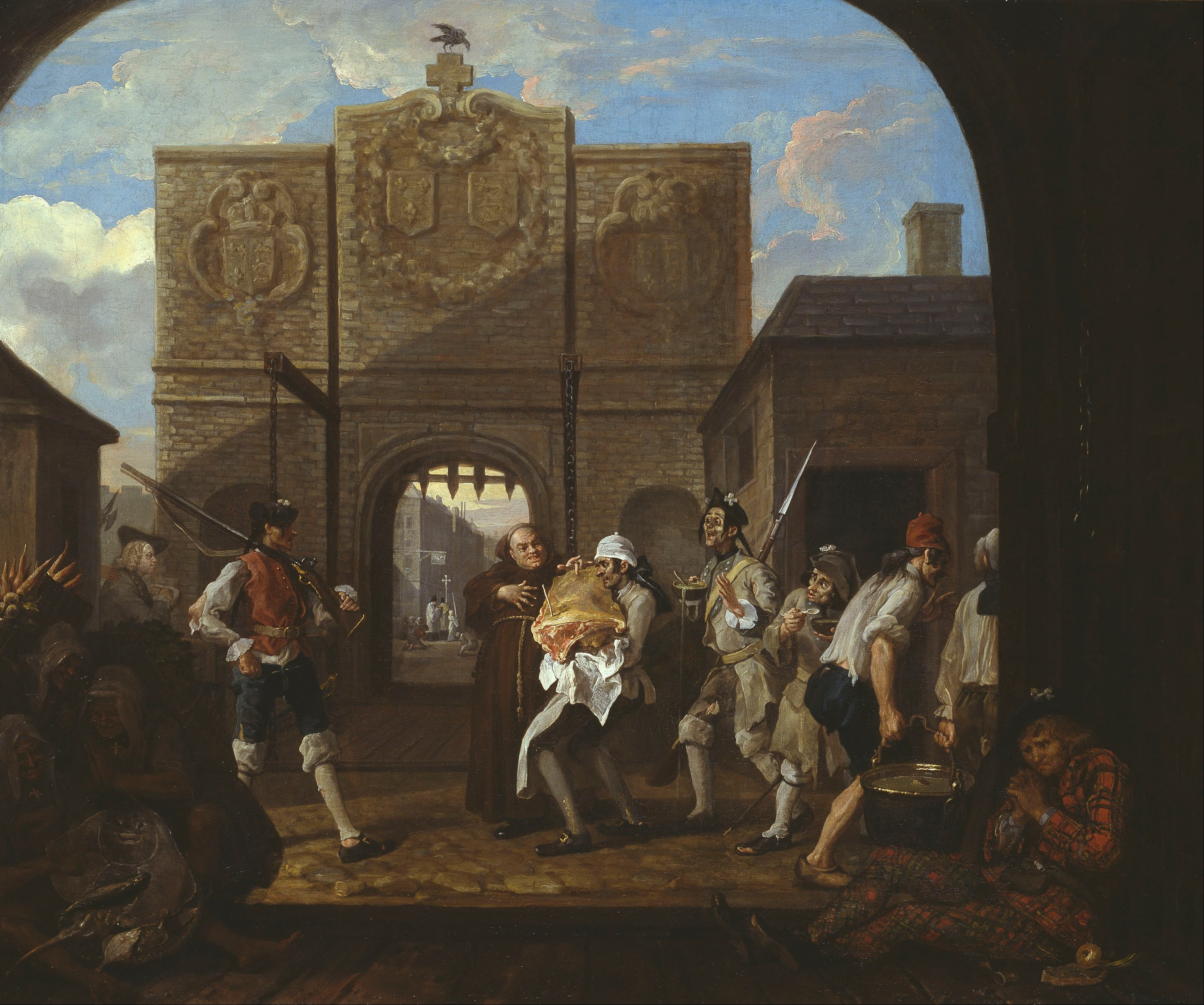
Thịt bò nướng của nước Anh cổ của William Hogarth (Cổng Calais), 1748

Ẩm thực Anh trong thế kỷ XX từng phải chịu một tai tiếng quốc tế. Keith Arscott của Thư viện Nhà Chawton nhận xét rằng "đã có lúc mọi người không nghĩ rằng người Anh biết nấu ăn, nhưng những nhà văn nữ [thế kỷ mười tám và mười chín] này đã đi đầu trong việc nấu ăn hiện đại." Các món ăn của Anh là thường được cho là nhạt nhẽo và nhiều chất béo, nhưng ẩm thực Anh đã sử dụng rộng rãi các loại gia vị từ thời Trung Cổ; giới thiệu cà ri sang châu Âu; và sử dụng hương liệu mạnh như mù tạc Anh. Ẩm thực nước này cũng được cho là nhàm chán và đơn điệu, giống như món thịt bò nướng: nhưng món ăn đó được đánh giá cao cả ở Anh và nước ngoài, và rất ít người có thể mua được; Bức tranh tên "Thịt bò nướng của nước Anh cổ" được William Hogarth ca ngợi trong bức tranh năm 1748 của ông tôn vinh chất lượng cao của gia súc Anh, mà những người Pháp ở "Cổng Calais" (tên khác của bức tranh của ông) chỉ có thể nhìn với sự ghen tị. Những năm tháng thiếu thốn trong thời chiến và khẩu phần ăn chắc chắn đã làm suy giảm sự đa dạng và hương vị của món ăn Anh trong thế kỷ XX, nhưng cách nấu ăn của quốc gia này đã phục hồi từ điều này với sự thịnh vượng ngày càng tăng và sự sẵn có của các nguyên liệu mới ngay sau Thế chiến thứ hai.
Năm 2005, 600 nhà phê bình ẩm thực viết cho tạp chí Nhà hàng của Anh đã nêu tên 14 nhà hàng Anh trong số 50 nhà hàng tốt nhất thế giới, số một là The Fat Duck ở Bray, Berkshire, do đầu bếp Heston Blumenthal đứng đầu. Sự vươn ra toàn cầu của Luân Đôn đã nâng nó lên vị thế của một trung tâm ẩm thực quốc tế hàng đầu.

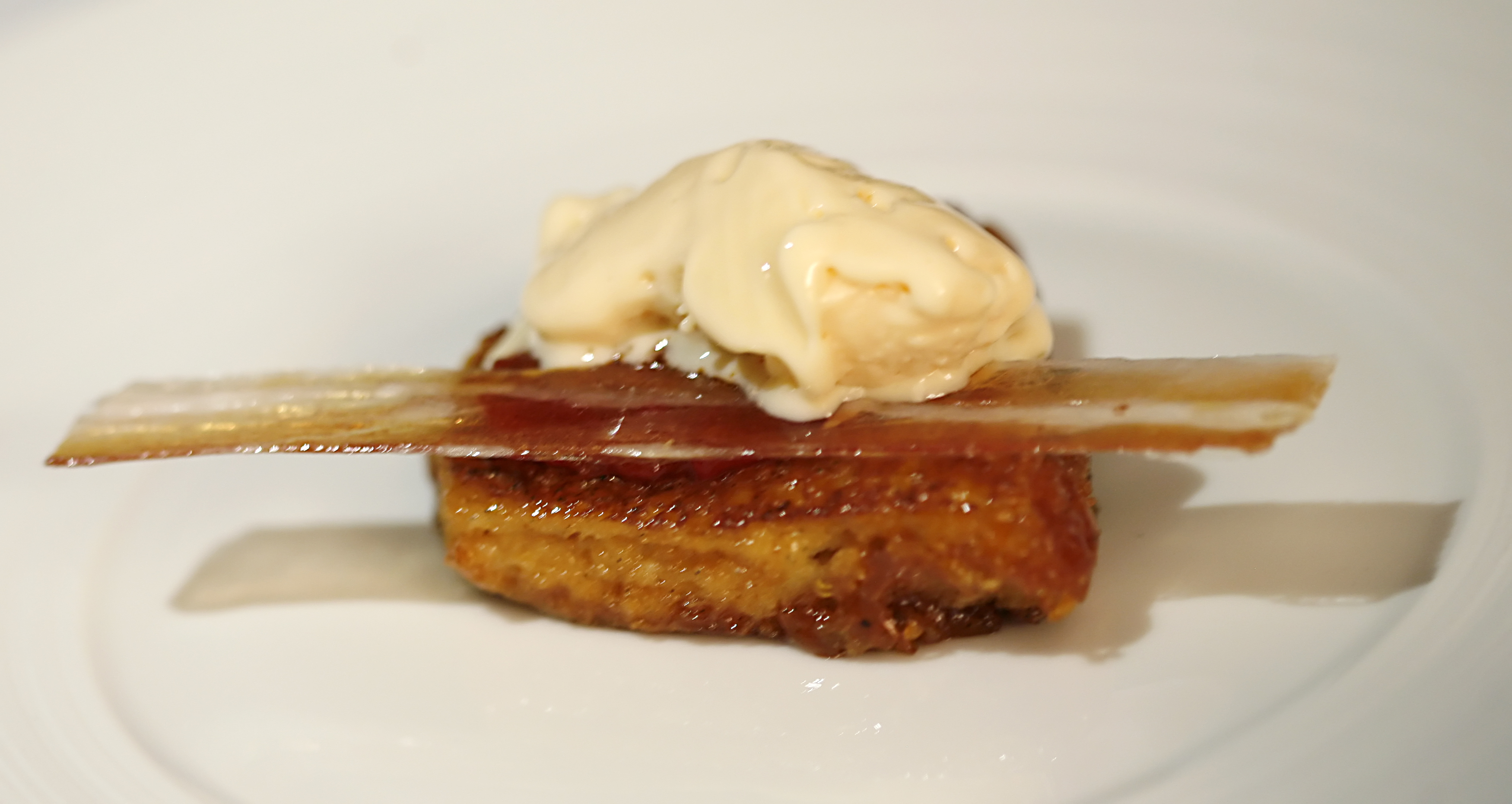
Kem trứng và thịt xông khói, được phục vụ tại nhà hàng the Fat Duck

Trong khi đó, danh sách các sản phẩm thực phẩm và đồ uống của Vương quốc Anh có tình trạng được bảo hộ (PDO) theo luật của Liên minh châu Âu đã tăng lên nhanh chóng, với 59 mặt hàng bao gồm cá mòi Cornish, pho mát Yorkshire Wensleydale và Rheum rhabarbarum Yorkshire, cần tây Fenland, thịt cừu và thịt bò West Country và xúc xích truyền thống Cumberland được đăng ký vào năm 2015, và 13 loại khác bao gồm Birmingham Balti được liệt kê là đã đăng ký. Đến năm 2016, có 12 loại pho mát từ Anh có trạng thái PDO..